# Специалист по эффективности
«Специали́ст по эффекти́вности» (англ. Spotswood) — кинофильм режиссёра Марка Джоффа. Премьера в кинотеатрах Австралии состоялась 23 января 1992 года. Другое английское название (выпуск в США) — The Efficiency Expert. Ещё один перевод — «Эксперт».

## Сюжет
В провинциальном австралийском городке Споттсвуде работает маленькая фабрика по производству мокасин. И в этот уютный мирок, где работники в цеху ходят в тапочках, является Эррол Уоллес, специалист по повышению эффективности предприятий. Ему поручено преобразовать местную фабрику так, чтобы она приносила наибольшую прибыль. Разумеется, его планы несут прямой ущерб простым рабочим, что в глубине души не нравится и самому Уоллесу.

## В ролях
| Актёр                  | Роль                 |
| ---------------------- | -------------------- |
| Энтони Хопкинс         | эксперт Эррол Уоллес |
| Бен Мендельсон         | Кэри                 |
| Элвин Куртс            | мистер Болл          |
| Бруно Лоуренс          | отец Кэри Роберт     |
| Джон Уолтон            | Джерри Финн          |
| Ребекка Ригг           | Шэрил Болл           |
| Тони Коллет            | Венди Робинсон       |
| Рассел Кроу            | Ким Бэрри            |
| Анджела Панч Макгрегор | Каролин Уоллес       |
| Дэниэль Виллай         | Фрэнк Флэтчер        |
| Джон Флаус             | Гордон               |
| Гэри Адамс             | Кэвин                |
| Джефф Труман           | Рон                  |
| Тони Ламонд            | миссис Лорна Болл    |
| Джиллиан Мюрэй         | мама Кэри Офелия     |

## Дополнительные факты
Сборы фильма в австралийском кинопрокате 1992 года составили $1 505 884.